# Conservatorio Vincenzo Bellini
Il conservatorio Vincenzo Bellini (già Istituto musicale Vincenzo Bellini) è un conservatorio di Catania, facente parte del circuito europeo delle accademie e dei conservatori.
E' principalmente noto per il buco da 14 milioni di euro sottratti dagli addetti ai lavori di segreteria, che ha portato all'arresto di 23 persone nel 2017.

## Storia
I primi insegnamenti della musica a Catania datano al 1555, quando presso il collegio dei Gesuiti venne istituita una scuola di musica.
Per rifarsi ai tempi recenti, occorre risalire al 1947, quando il comune di Catania decise di interessarsi direttamente dell'attività del teatro Massimo Vincenzo Bellini, dando vita ad una sovrintendenza. Il primo sovrintendente, Gioacchino Di Stefano, decise di fondare una scuola che potesse preparare i cantanti e gli strumentisti destinati a rifornire coro e orchestra del teatro.
Vista comunque la necessità di dare alla città di Catania una istituzione musicale degna, nel 1951 venne fondato il liceo musicale Vincenzo Bellini e, nel corso degli anni, vennero pareggiate quasi tutte le classi di strumento.
Con il crescere del numero degli allievi, non fu più sufficiente la vecchia sede di via Vittorio Emanuele II, adiacente alla Casa natale di Vincenzo Bellini, e nel 1985 l'istituto venne trasferito nella sede del collegio Sacro Cuore, acquistata dal Comune di Catania.
Nel 1996 il liceo musicale venne trasformato nell'Istituto Musicale “Vincenzo Bellini”.
Nel corso degli anni novanta sono stati istituiti quei corsi di strumento che non erano ancora presenti e il 4 giugno 2004, a seguito dell'approvazione del nuovo statuto da parte dei Ministeri competenti, ai sensi del D.P.R. 132/03 (Decreto del MIUR n. 114), l'istituto Bellini è divenuto "Istituto Superiore di studi musicali" ai sensi dell’articolo 2 della Legge n. 508/99.
Nel 2020 avviene la statalizzazione dell'istituto, dove l'impegno economico non è più regionale e della città metropolitana di Catania ma da parte dello stato, diventando conservatorio di stato. Conseguentemente a ciò, il conservatorio di Palermo è stato rinominato e intitolato ad Alessandro Scarlatti.

## Controversie

### «Buco» da circa 14 milioni di euro e inchiesta della Guardia di Finanza (2017)
Tra il 2007 e il 2016, l’Istituto Superiore di Studi Musicali “Vincenzo Bellini” di Catania è stato al centro di una pesante inchiesta per reati finanziari. Un'indagine coordinata dalla Procura della Repubblica etnea e condotta dalla Guardia di Finanza ha rivelato una sottrazione illecita di fondi pubblici – provenienti da Comune, Città metropolitana e rette – per un totale stimato di 14 milioni di euro .
Il meccanismo fraudolento comprendeva peculato continuato, riciclaggio, ricettazione e associazione a delinquere finalizzata al riciclaggio, con operazioni di finanziamento gonfiato e prelievi tramite mandati falsificati per stipendi, contributi e servizi  e il coinvolgimento di società esterne e persone fisiche che emettevano fatture inesistenti e gestivano bonifici e prelievi tramite conti correnti e carte prepagate intestate a personaggi compiacenti.
Nel maggio 2017, l’operazione denominata «The Band» ha portato all’arresto di 23 persone (6 in carcere, 17 ai domiciliari), fra cui dipendenti chiave (come la responsabile ragioneria Giuseppa Agata Carrubba, la responsabile della segreteria e del personale) e imprenditori edili e consulenti esterni .
Dalle indagini è emerso che circa 10 milioni di euro sono stati sottratti direttamente dai bilanci tramite mandati falsificati e pagamenti gonfiati, e altri 4 milioni di euro sono stati canalizzati tramite società compiacenti in operazioni di fatturazione fittizia o servizi mai prestati.
È stato disposto il sequestro preventivo di beni equivalenti per 14 milioni di euro, mirato al recupero del profitto illecito.
L’indagine è partita da segnalazioni interne – in particolare dall’allora neo nominato direttore amministrativo e da alcuni membri del nuovo Consiglio di Amministrazione – ed è stata descritta come un’operazione necessaria per «estirpare un cancro che minacciava di uccidere un’istituzione molto importante per la Sicilia», parole del sindaco di Catania .